# رولف بلاو
رولف بلاو (انگلیسی: Rolf Blau؛ زادهٔ ۲۱ مهٔ ۱۹۵۲) بازیکن فوتبال اهل آلمان است.
از باشگاه‌هایی که در آن بازی کرده‌است می‌توان به باشگاه فوتبال هانوفر ۹۶، باشگاه فوتبال بوخوم، باشگاه فوتبال هرتابرلین، و باشگاه فوتبال سن پائولی اشاره کرد.
وی همچنین در تیم ملی فوتبال West Germany B بازی کرده‌است.